# Power Posing

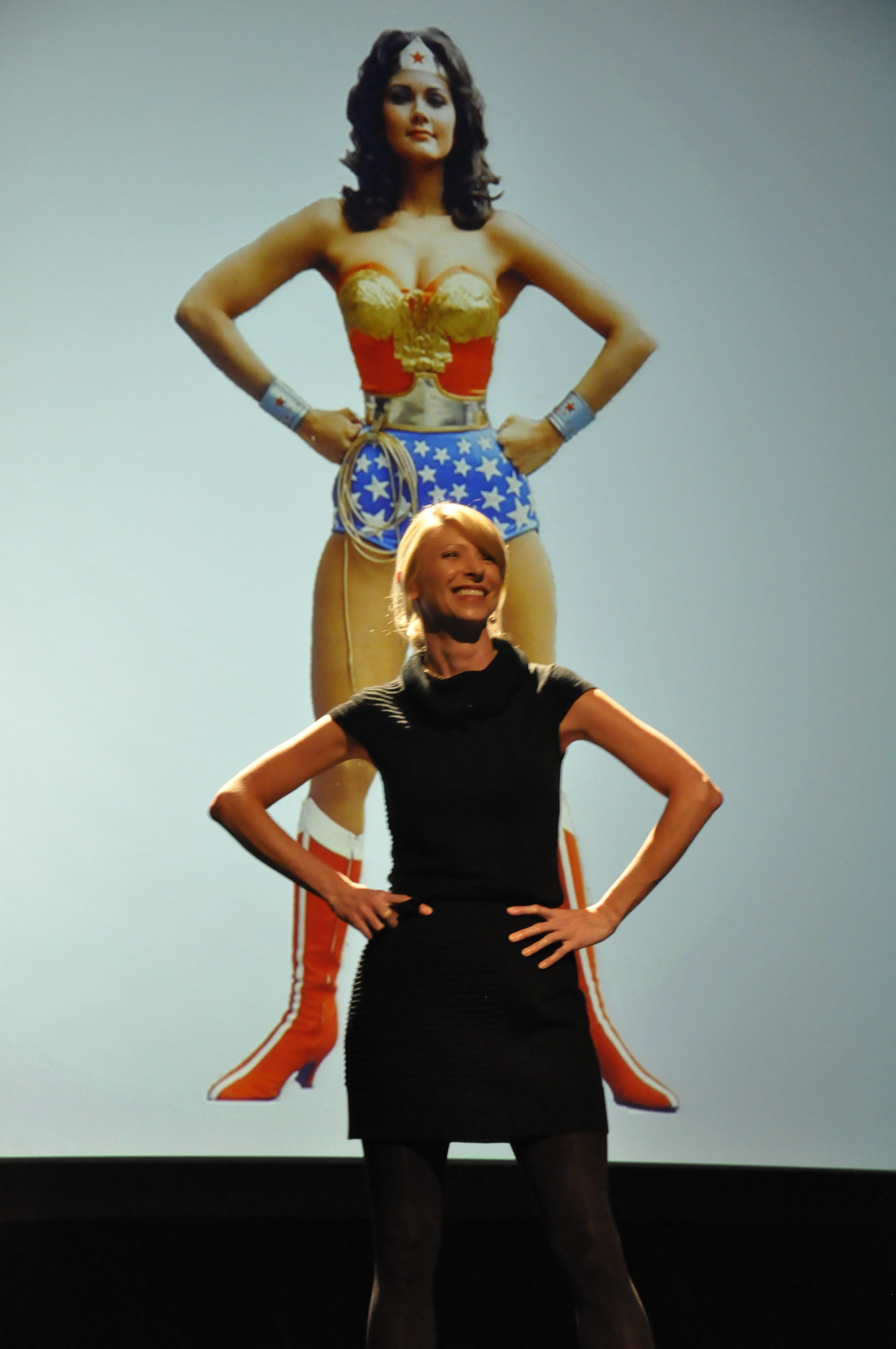
Amy Cuddy verdeutlicht in einem öffentlichen Vortrag „Power Posing“ am Beispiel der Comic-Superheldin Wonder Woman.

Power Posing ist in der Forschung zu nonverbaler Kommunikation die Einnahme einer raumeinnehmenden Körperhaltung (Power Pose). Es geht zurück auf Untersuchungen von Dana Carney, Amy Cuddy und Andy Yap aus dem Jahr 2010. Laut ursprünglicher Forschung sind „Power Poses“ (Machtposen) offene und raumeinnehmende Körperhaltungen, die zu einer Zunahme des Testosteronspiegels und zu einer Abnahme des Cortisolspiegels führen. Individuen, die Power Posing ausüben, fühlen sich demnach mächtiger und verhalten sich risikofreudiger. Die Wirksamkeit von Power Posing wird von einigen Wissenschaftlern angezweifelt und steht nach erfolglosen Replikationsversuchen in der Kritik.

## Ursprüngliche Untersuchung
In einer 2010 veröffentlichten Studie führten die Wissenschaftler Dana Carney, Amy Cuddy und Andy Yap den Begriff „Power Posing“ auf Grundlage ihrer bisherigen Forschung zur nonverbalen Kommunikation ein. Abgeleitet wurde diese Hypothese aus der Beobachtung der Tierwelt, denn in dieser wird eine expansive, ausdrucksvolle und offene Körperhaltung beispielsweise zur Abschreckung von vermeintlichen Feinden eingesetzt. Dem entgegengesetzt wirkt eine gekrümmte und wenig raumeinnehmende Körperhaltung sehr schwach und machtlos.
Bei bisheriger Forschung zu diesem Thema ist die Körperhaltung das Ergebnis einer vorangegangenen kognitiven Verarbeitung. Dagegen gehen Carney, Cuddy und Yap in ihrer Studie der Frage nach, ob sich Macht auch vor dem Hintergrund von Embodiment erklären lassen kann; also ob die absichtliche Einnahme von Power Poses zu physiologischen, psychologischen und Verhaltensänderungen führt.
Die in zwei Gruppen zufällig aufgeteilten 42 Versuchspersonen wurden gebeten, jeweils zwei entweder machtvolle Posen („high-power poses“) oder machtlose Posen („low-power poses“) für jeweils eine Minute einzunehmen. Im Anschluss nahmen die Teilnehmer an einer kurzen Glücksspiel-Aufgabe teil, um ihre Risikobereitschaft zu evaluieren, und sollten in einem Fragebogen ihr Machtgefühl bewerten. Von allen Versuchspersonen wurden vor und nach dem Experiment Speichelproben zur Bestimmung des Cortisol- und Testosteronspiegels genommen.
Carney, Cuddy und Yap berichten in ihrer Studie signifikante Ergebnisse für alle vier untersuchten Aspekte. In der Gruppe der „high-power poses“ war der Testosteronspiegel höher, der Cortisolspiegel geringer, das wahrgenommene Machtgefühl höher und das Verhalten in der Glücksspiel-Aufgabe risikofreudiger als in der Gruppe der „low-power poses“.
Mit den Ergebnissen sehen die Autoren die Embodiment-Hypothese ihrer Forschung bestätigt. Allein durch das Einnehmen einer machtvollen Körperhaltung steigt das Machtgefühl und sinkt das Stresslevel. Implikationen sehen sie für Menschen, die sich in stressigen Situationen befinden, in denen sie sich beweisen müssen, wie etwa in Bewerbungsgesprächen oder bei öffentlichen Vorträgen. Cuddy, Wilmuth, Yap, und Carney führten ein weiteres Experiment vor einer stressigen Situation durch. Dabei nahmen sie an, dass „high-power poses“ vor einem Bewerbungsgespräch dem Bewerber helfen, sich während des Bewerbungsgesprächs selbstbewusst und positiv zu präsentieren. Diese Annahme wird nach der Durchführung des Experiments bestätigt, da die Bewerber, die vor dem Bewerbungsgespräch „high-power poses“ einnahmen, besser abschnitten und von den Prüfern eher eine Zusage erlangten als die Bewerber, die vor dem Gespräch „low-power poses“ einnahmen.
Amy Cuddy präsentierte im Jahr 2012 ihre Forschung im Rahmen eines TED Talks, der bis 2019 mehr als 50 Millionen Mal angesehen wurde und somit zu den meistgesehenen TED Talks zählt.

## Replikationsversuche und Kritik
Die Ergebnisse der Studien zu Power Posing stehen in der Kritik. 2015 berichteten die schwedische Wissenschaftlerin Eva Ranehill und Kollegen die Ergebnisse ihres umfangreichen Replikationsversuchs der originären Studie von Carney, Cuddy und Yap. Sie kamen dabei zu dem Schluss, dass sie die physiologischen und verhaltensbezogenen Effekte des Power Posing nicht replizieren konnten.
In den folgenden Jahren versuchten andere Forschergruppen, Power Posing in verschiedenen Variationen experimentell zu untersuchen. Die Ergebnisse bestätigten nur einen Teil der Annahmen von Carney et al. Deuter et al. (2016) untersuchte die Wirkung der kognitiven Rollenübernahme im Kombination mit der von Cuddy ausgehenden Machtmanipulation in einer sozialen Stressaufgabe; während die Rollenübernahme einen Einfluss auf die Cortisol- und Testosteronreaktion nach Stress hatte, hatte die Haltungsmanipulation keinen Einfluss auf hormonelle Maße. In einer Studie von Smith et al. im Jahr 2017 mussten sich die Teilnehmer einer herausfordernden Aufgabe stellen, während sie Haltungen mit hoher oder niedriger Macht einnehmen mussten. Die Autoren berichten über keinen Haupteffekt des Posentyps auf Testosteron, Cortisol, Risiko oder Machterleben. Sie fanden jedoch eine Interaktion zwischen Haltung und Wettbewerbsergebnis bei Testosteron: Während Gewinner, die einer dominanten Haltung zugeordnet waren, einen geringen Anstieg des Testosteronspiegels hatten, zeigten Verlierer eine Reduzierung des Testosteronspiegels.
Während einige Befunde wie Veränderungen in subjektiven Maßen repliziert werden konnten, wurden die Veränderungen im Testosteron- und Cortisolspiegel sowie erhöhte Risikobereitschaft und bessere Performance in einem simulierten Vorstellungsgespräch überwiegend nicht repliziert. Ferner wird Carney, Cuddy und Yap vorgeworfen, sie hätten ihre Ergebnisse mithilfe von p-Hacking manipuliert. Obwohl Carney, Cuddy und Yap in einem 2015 veröffentlichten Beitrag die Ergebnisse ihrer Forschung verteidigen, distanzierte sich Dana Carney wenig später in Folge auf die anhaltende Kritik von den Ergebnissen zum Power Posing: „Ich glaube nicht, dass die Power Posing-Effekte wahr sind.“ Amy Cuddy hält weiterhin an der Idee des Power Posings fest.
Eine umfassende Übersichtsarbeit, die 128 Studien zum Thema Körperhaltungen wie Power Posing analysierte und dabei sowohl veröffentlichte als auch unveröffentlichte Arbeiten berücksichtigte, deutet darauf hin, dass Power Posing einen Effekt auf Gedanken und Gefühle (z. B. positive Stimmung, Selbstwert, Dominanzgefühle) hat. Jedoch hat Power Posing keinen Einfluss auf physiologische Maße (z. B. Hormonspiegel, Blutdruck, Hautleitfähigkeit). Zwar berichten die Autoren von einem Effekt auf verhaltensbezogene Maße, aber es bleibt unklar, ob dieser Effekt tatsächlich existiert oder durch selektives Berichten signifikanter Ergebnisse zustande kommt. Zudem weisen die Wissenschaftler auf Limitationen der Power-Posing-Literatur hin: So haben wenige Studien eine Kontrollgruppe (neutrale Körperhaltung) inkludiert, weshalb noch unklar bleibt, ob der Effekt durch dominante Körperhaltungen (sog. High Power Posen) oder durch submissive, zusammengesunkene Körperhaltungen (sog. Low Power Posen) zustande kommt.